# Relación masa-luminosidad
La relación masa-luminosidad se refiere a la relación entre la masa y la luminosidad de un objeto celeste, como una estrella o una galaxia.

## Cálculo de la relación masa-luminosa
El estudio de las estrellas binarias proporciona la información clave para comprender por qué las estrellas de la secuencia principal tienen una variedad de propiedades que van desde la alta luminosidad hasta la baja luminosidad. Los períodos orbitales y los radios orbitales mediante la Tercera Ley de Kepler producen la masa de las estrellas. Cuando se traza la luminosidad de las estrellas de la secuencia principal en función de sus masas, observamos una relación masa-luminosidad, aproximadamente de la forma
{\displaystyle L\propto M^{3.5}}
principal produce un aumento de luminosidad en un factor 2 a la 3,5 = 11 veces. Por lo tanto, la secuencia principal es una secuencia de masas, con estrellas de baja masa que forman un equilibrio con una superficie fría y una baja luminosidad (baja tasa de generación de energía), y estrellas de gran masa que tienen superficies calientes y alta luminosidad (mayor tasa de generación de energía). La relación masa-luminosidad es válida sólo para las estrellas de la secuencia principal. Dos estrellas gigantes o supergigantes con las mismas luminosidades y temperaturas superficiales pueden tener masas dramáticamente diferentes.

## Importancia
La relación masa-luminosa es de gran importancia en la astronomía y la astrofísica, ya que nos permite entender y estudiar diferentes fenómenos cósmicos.